# Horana Division
Horana Division är en division i Sri Lanka.   Den ligger i distriktet Kalutara District och provinsen Västprovinsen, i den sydvästra delen av landet, 30 km sydost om huvudstaden Colombo. Antalet invånare är 112 441.